# 温溪大桥
温溪大桥北接333省道，南接330国道。桥梁全长687米，其中主桥长350米、引桥长337米，桥宽为13米。
2003年5月9日工程开工，2004年12月7日正式通车，是青田县的第五座跨瓯江桥梁。